# 276

## Hlavy států
- Papež – Eutychianus (275–283)
- Římská říše – Marcus Claudius Tacitus (275–276) » Florianus (276) » Probus (276–282)
- Perská říše – Bahrám I. (273–276) » Bahrám II. (276–293)
- Kušánská říše – Vásudéva II. (270–300)
- Arménie – Artavazd VI. (252–283)

Indie:
- Guptovská říše – Maharádža Šrí Gupta (240–280)
- Západní kšatrapové – Rudrasen II (256–278)